# Битва за Кельбаджар
Битва за Кельбаджар (вірм. Քարվաճառի ճակատամարտ, азерб. Kəlbəcər üçün döyüş) — битва весняно-літньої кампанії 1993 року Карабаської війни.

## Передісторія
27 березня 1993 року з метою попередження весняної атаки азербайджанських збройних сил вірменська сторона вжила атаки на Кельбаджар й Фізулі.
На цей момент гірський Кельбаджарський район було відрізано від решти частини Азербайджану. Із заходу знаходилась Вірменія, на півдні — зайнятий силами НКР у 1992 році Лачін, зі сходу контрольований карабаськими вірменами Мардакертський район й на півночі розташовувались гори, єдиний шлях через які проходив через Омарський перевал, вкрай ненадійний взимку.

## Наступ
27 березня вірменські війська почали операцію із захоплення Кельбаджару. До 29 березня місто було оточено, упродовж 3 днів вірмени зайняли райцентр. Населення міста було евакуйовано вертольотами або залишило місто гірськими перевалами, їхнє майно було розкрадено. Кельбаджар був важливою стратегічною точкою для вірменської сторони, в результаті захоплення міста було встановлено міцний зв'язок між Вірменією та НКР, що покращило стратегічне становище вірменів..
Населення району до захоплення вірменами становило близько 45 тисяч чоловік, в основному азербайджанці й курди, які в результаті були змушені залишити свої домівки. Швидкість наступу, відсутність надійних шляхів евакуації, блокування вірменами, що наступали, існуючих шляхів й зимова погода зробили становище мирних жителів дуже вразливим. Багатьох з них було взято у заручники, багато стали жертвами невпорядкованого вогню вірменських сил. Часто вірменські сили вели вогонь по мирних жителях, що відходили, в тому числі з використанням артилерії. Окрім того, в ході наступу вірменські сили знищували будинки й майно мирних жителів, що заборонено правилами війни.
1 квітня 1993 року вірменські сили, використовуючи автоматичну зброю й гранатомети, здійснили напад на вантажівку ГАЗ-52, що перевозила 25 мирних жителів. В результаті вони всі були або вбиті, або поранені й захоплені як заручники.
Захопивши Кельбаджар, вірмени продовжили наступ у напрямку Фізулі, Кубатли й Зангелана. Наступ було зупинено за 2 кілометри від Фізулі. Це призвело до масової хвилі біженців з цих територій.

## Позиція світової спільноти
Звістка про захоплення Кельбаджарського району спричинила негативну реакцію з боку багатьох країн.
Одразу ж негативну позицію зайняла Туреччина. 1 квітня вона висунула вимоги до Вірменії «негайно вивести всі вірменські війська з території Азербайджану». Після цього Туреччина заборонила перевезення гуманітарних вантажів для Вірменії через свою територію й оголосила підвищену боєготовність у своїх ВПС.
Іран, заявив 2 квітня про свою «занепокоєність долею громадян, що „опинились в облозі“, й неприпустимістю розростання конфлікту та окупації чужих земель». Іран пізніше передислокував до кордону з Азербайджаном два полки, у яких було оголошено підвищену боєготовність. Уряд Ірану дав зрозуміти азербайджанському керівництву, що у разі заклику про допомогу він готовий до найрішучіших дій для захисту територіальної цілісності Азербайджану
Але на екстреному засіданні Рада безпеки ООН 6 квітня відхилила запропоноване Туреччиною формулювання «агресії Вірменії проти суверенної Азербайджанської республіки». 6 квітня було зроблено заяву Голови Радбезу ООН, а 30 квітня було прийнято резолюцію, де висловлювалась серйозна стурбованість «у зв'язку з погіршенням стосунків між Республікою Вірменія та Азербайджанською Республікою», зазначалось занепокоєння з приводу «ескалації збройних військових дій, та зокрема останнього вторгнення місцевих вірменських сил до Кельбаджарського району Азербайджану». Резолюція Радбезу вимагала «негайного виведення всіх окупаційних сил із Кельбаджарського району й інших нещодавно окупованих районів Азербайджану».